# Plumarella laxiramosa
Plumarella laxiramosa is een zachte koraalsoort uit de familie Primnoidae. De koraalsoort komt uit het geslacht Plumarella. Plumarella laxiramosa werd in 2004 voor het eerst wetenschappelijk beschreven door Cairns & Bayer. 